# كوتسوبا
كوتسوبا (Köttsoppa) هو حساء من اللحم صافي وشوربة الخضراوات الجذرية، يتم تناولها في كلا من السويد وفنلندا. إن اللحم والعظام الذي يغذي المرقة هو بالاصل لحم بقري، وغالبًا ما يكون شريحة تشاك أو لحم خنزير أو رنة أو موظ. في حين أن الخضراوات التي تستخدم مثل هي: الجزر، والبطاطا، والكرفس اللفتي، والفجل، والفت السويدي، والبازلاء الخضراء، والملفوف.
يتم الفلفل الاسود، وورق الغار كنوع من التوابل في بعض الاحيان. وبعد ذلك، يتم تقطيع كل من الخضراوات واللحوم إلى قطع صغيرة الحجم تقريبا، ومن ثم سلقها حتى يصبح طرياً.

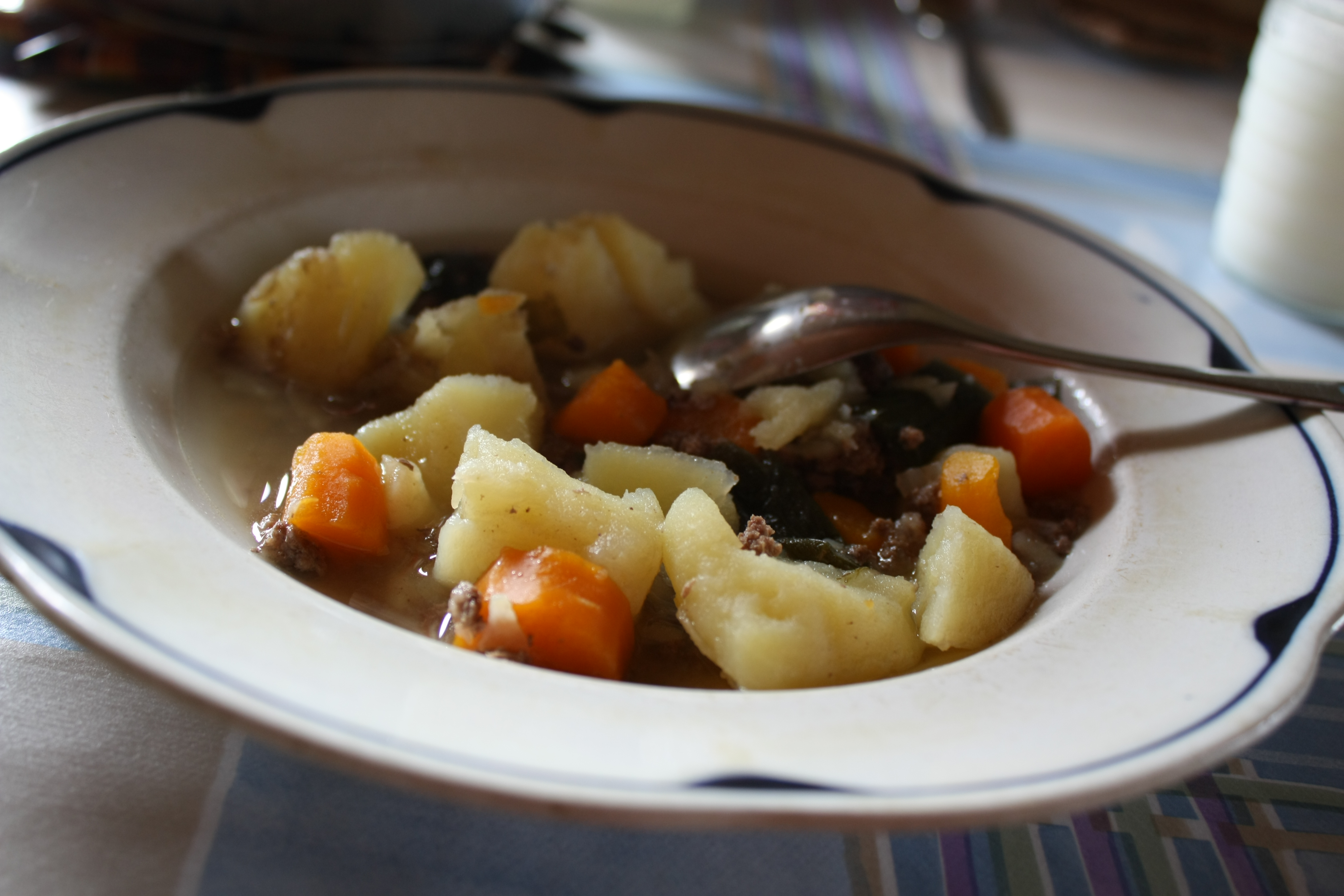
كوتسوبا كما يـأكل في الدول الاسكندنافية (النرويج، والسويد، وفنلندا، والدنمارك.

يعتبر الخبز الجاف (Knäckebröd) مع الجبن المعتق مثل جبنة پراستوست أو جبنة سبيشا من الاطباق الجانبية المشهورة. يؤكل الكوتسوبا أحيانا مع فطائر دامبلنغ بحجم كرات الطاولة، ويصنع من القمح، والحليب، والبيض.

## أنظر أيضا
الاكلات الشعبية في السويد